# Панасенко Федір Лукич
Панасенко Федір Лукич (6 лютого 1926, Хоружівка — 29 травня 2002, Суми) — український актор театру та кіно.

## Біографія
Народився 6 лютого 1926 в селі Хоружівка Сумської області в родині селянина.
Учасник Німецько-радянської війни. Закінчив Київський державний інститут театрального мистецтва імені І. Карпенка-Карого (1957).
Був актором Сумського музично-драматичного театру імені М. Щепкіна.
Знявся у кінострічках: «Комісари» (Герасименко), «Захар Беркут» (Дмитро Вовк), «Тихі береги» (Омелян), «Повість про жінку» (Подорожний), «Тривожний місяць вересень» (Семеренков), «Як гартувалась сталь» (Токарєв), «Любаша» (1978, Флегонт), «Дума про Ковпака» (фільм 3-й «Карпати, Карпати…», одноногий), «Право на любов» (Петро), «Наталка Полтавка» (Виборний), «Візит у Ковалівку» (Кузьма), «Дударики» (Батурін), «Соколово» (солдат), в епізодах кінокартин: «Пам'ять землі», «Вигідний контракт», «Пора літніх гроз» та інші.
Жив у Сумах. Був членом Національної Спілки кінематографістів України.